# Dustin Penner
Dustin Penner, född 28 september 1982 i Winkler, Manitoba, är en kanadensisk före detta professionell ishockeyspelare. 

## Spelarkarriär
Penner har tidigare spelat för Edmonton Oilers. Penner blev aldrig draftad utan upptäcktes av Anaheim Ducks efter att ha spelat mycket framgångsrik  college hockey. Han vann Stanley Cup säsongen 2006–07 med Anaheim och samma säsong gjorde Penner 29 mål och 16 assist för totalt 45 poäng på 82 matcher i grundserien samt 3 mål och 5 assist på 21 slutspelsmatcher. 
Den 28 februari 2011 blev han bortbytt från Edmonton till Los Angeles Kings.
16 juli 2013 stod det klart att Penner återvände till Anaheim Ducks på ett 1-årskontrakt värt 2 miljoner dollar.
Han tradades under säsongen till Washington Capitals där han spelade säsongen ut, som skulle bli hans sista.

## Statistik

### Klubbkarriär
|            |                         |            |         | Grundserie | Grundserie | Grundserie | Grundserie |         |     | Slutspel | Slutspel | Slutspel | Slutspel | Slutspel |
| Säsong     | Lag                     | Liga       | Matcher | Mål        | Assist     | Poäng      | Utv        | Matcher | Mål | Assist   | Poäng    | Utv      |          |          |
| 2001–02    | MSU-Bottineau           | NJCAA      | 38      | 22         | 14         | 36         | —          | —       | —   | —        | —        | —        |          |          |
| 2003–04    | Maine Black Bears       | HE         | 43      | 11         | 12         | 23         | 52         | —       | —   | —        | —        | —        |          |          |
| 2004–05    | Cincinnati Mighty Ducks | AHL        | 77      | 10         | 18         | 28         | 82         | 9       | 2   | 3        | 5        | 13       |          |          |
| 2005–06    | Portland Pirates        | AHL        | 57      | 39         | 45         | 84         | 68         | 5       | 4   | 3        | 7        | 0        |          |          |
|            | Mighty Ducks of Anaheim | NHL        | 19      | 4          | 3          | 7          | 14         | 13      | 3   | 6        | 9        | 12       |          |          |
| 2006–07    | Anaheim Ducks           | NHL        | 82      | 29         | 16         | 45         | 58         | 21      | 3   | 5        | 8        | 2        |          |          |
| 2007–08    | Edmonton Oilers         | NHL        | 82      | 23         | 24         | 47         | 45         | —       | —   | —        | —        | —        |          |          |
| 2008–09    | Edmonton Oilers         | NHL        | 78      | 17         | 20         | 37         | 61         | —       | —   | —        | —        | —        |          |          |
| 2009–10    | Edmonton Oilers         | NHL        | 82      | 32         | 31         | 63         | 38         | —       | —   | —        | —        | —        |          |          |
| 2010–11    | Edmonton Oilers         | NHL        | 62      | 21         | 18         | 39         | 45         | —       | —   | —        | —        | —        |          |          |
|            | Los Angeles Kings       | NHL        | 19      | 2          | 4          | 6          | 2          | 6       | 1   | 1        | 2        | 4        |          |          |
| 2011–12    | Los Angeles Kings       | NHL        | 65      | 7          | 10         | 17         | 43         | 20      | 3   | 8        | 11       | 32       |          |          |
| 2012–13    | Los Angeles Kings       | NHL        | 33      | 2          | 12         | 14         | 18         | 18      | 3   | 2        | 5        | 8        |          |          |
| 2013–14    | Anaheim Ducks           | NHL        | 49      | 13         | 19         | 32         | 28         | —       | —   | —        | —        | —        |          |          |
|            | Washington Capitals     | NHL        | 18      | 1          | 2          | 3          | 2          | —       | —   | —        | —        | —        |          |          |
| NHL totalt | NHL totalt              | NHL totalt | 589     | 151        | 159        | 310        | 354        | 78      | 13  | 22       | 35       | 58       |          |          |